# Jekatierina Bolszowa
Jekatierina Siergiejewna Bolszowa, ros. Екатерина Сергеевна Большова (ur. 4 lutego 1988) – rosyjska lekkoatletka, wieloboistka.

## Osiągnięcia
| Rok  | Impreza                               | Miejsce   | Konkurencja            | Pozycja     | Wynik     |
| ---- | ------------------------------------- | --------- | ---------------------- | ----------- | --------- |
| 2005 | Mistrzostwa świata juniorów młodszych | Marrakesz | skok wzwyż             | 8. miejsce  | 1,79      |
| 2010 | Puchar Europy w wielobojach           | Tallinn   | siedmiobój             | 16. miejsce | 5650 pkt. |
| 2010 | Puchar Europy w wielobojach           | Tallinn   | siedmiobój (drużynowo) | 3. miejsce  |           |
| 2012 | Halowe mistrzostwa świata             | Stambuł   | pięciobój              | 6. miejsce  | 4639 pkt. |
| 2012 | Mistrzostwa Europy                    | Helsinki  | siedmiobój             | 4. miejsce  | 6298 pkt. |
| 2013 | Halowe mistrzostwa Europy             | Göteborg  | pięciobój              | –           | DNF       |

Medalistka mistrzostw Rosji.

## Rekordy życiowe
- Pięciobój lekkoatletyczny (hala) – 4896 pkt. (2012) 10. wynik w historii światowej lekkoatletyki
- Siedmiobój lekkoatletyczny – 6466 pkt. (2012)
- Skok wzwyż (hala) – 1,92 (2012)